# Oranienbourg
Pour les articles homonymes, voir Oranienbourg (homonymie).
Oranienbourg, (en allemand : Oranienburg) est une ville de l'arrondissement de Haute-Havel, dans le Land de Brandebourg, en Allemagne.

## Géographie
La ville est située sur la rivière Havel et le canal Oder-Havel (avec l'écluse de Lehnitz), à environ 35 kilomètres au nord du centre-ville de Berlin.

### Quartiers
En plus du centre-ville, le territoire communal comprend huit localités :
| - Friedrichsthal - Germendorf - Lehnitz | - Malz - Sachsenhausen - Schmachtenhagen | - Wensickendorf - Zehlendorf |

### Transports
La gare d'Oranienbourg, reliée à la ligne de Berlin à Stralsund (Nordbahn), est desservie par les trains InterCity, Regional-Express et Regionalbahn. Elle se trouve également raccordée au réseau urbain de la S-Bahn de Berlin. 
La Bundesstraße 273 (Nauen–Wandlitz) traverse la ville. Oranienbourg et également liée à la Bundesstraße 96, ainsi qu'à l'autoroute 10 (Berliner Ring) et l'autoroute 111

## Histoire
| Appartenances historiques Marche de Brandebourg 1216-1806 Royaume de Prusse (Province de Brandebourg) 1806–1918 République de Weimar 1918–1933 Reich allemand 1933–1945 Allemagne occupée 1945–1949 République démocratique allemande 1949–1990 Allemagne 1990–présent |

La ville, comme son nom l'indique, fut d'abord un château : celui de la princesse Louise-Henriette d'Orange (Luise Henriette von Oranien), épouse du Grand Électeur.
Le complexe d'Oranienbourg-Sachsenhausen comportait le siège de l'administration SS des camps (inspection des camps de concentration), le camp de concentration de Sachsenhausen et un grand nombre de sites industriels. Il avait remplacé le camp d'Oranienbourg dans le milieu des années 1930.

## Jumelage
- Bagnolet (France), depuis 1964
- Hamm (Rhénanie-du-Nord-Westphalie, Allemagne), depuis 1990
- Mělník (Tchéquie), depuis 1974
- Vught (Pays-Bas), depuis 2000
- Friedrichsthal (Sarre, Allemagne), depuis 1991

## Personnalités liées à la commune
- Otto Böckler (1867–1932), écrivain et homme politique ;
- Walther Bothe (1891–1957), physicien, mathématicien et chimiste ;
- Eta Harich-Schneider (1897–1986), claveciniste et musicologue ;
- Carl Gustav Hempel (1905–1997), philosophe ;
- W. Michael Blumenthal (né en 1926), économiste et homme politique ;
- Kathrin Angerer (née en 1970), actrice ;
- Alexander Walke (né en 1983), footballeur ;
- Marcel Franz (né en 1996), coureur cycliste et entraineur.

## Population
| Année | Habitants |
| ----- | --------- |
| 1875  | 4.793     |
| 1890  | 6.643     |
| 1910  | 12.949    |
| 1925  | 14.759    |
| 1933  | 17.120    |
| 1939  | 29.232    |
| 1946  | 18.633    |
| 1950  | 18.735    |
| 1964  | 20.243    |
| 1971  | 20.381    |

| Année | Habitants |
| ----- | --------- |
| 1981  | 26.369    |
| 1985  | 28.53     |
| 1989  | 28.978    |
| 1990  | 28.693    |
| 1991  | 28.587    |
| 1992  | 28.482    |
| 1993  | 28.320    |
| 1994  | 28.275    |
| 1995  | 28.446    |
| 1996  | 28.952    |

| Année | Habitants |
| ----- | --------- |
| 1997  | 29.641    |
| 1998  | 29.781    |
| 1999  | 29.892    |
| 2000  | 29.872    |
| 2001  | 29.931    |
| 2002  | 29.758    |
| 2003  | 40.593    |
| 2004  | 41.055    |
| 2005  | 41.115    |
| 2006  | 41.267    |

| Année | Habitants |
| ----- | --------- |
| 2007  | 41.488    |
| 2008  | 41.577    |
| 2009  | 41.590    |
| 2010  | 41.810    |
| 2011  | 41.370    |
| 2012  | 41.621    |
| 2013  | 42.028    |
| 2014  | 42.894    |
| 2015  | 43.526    |